# Tanki Leendert

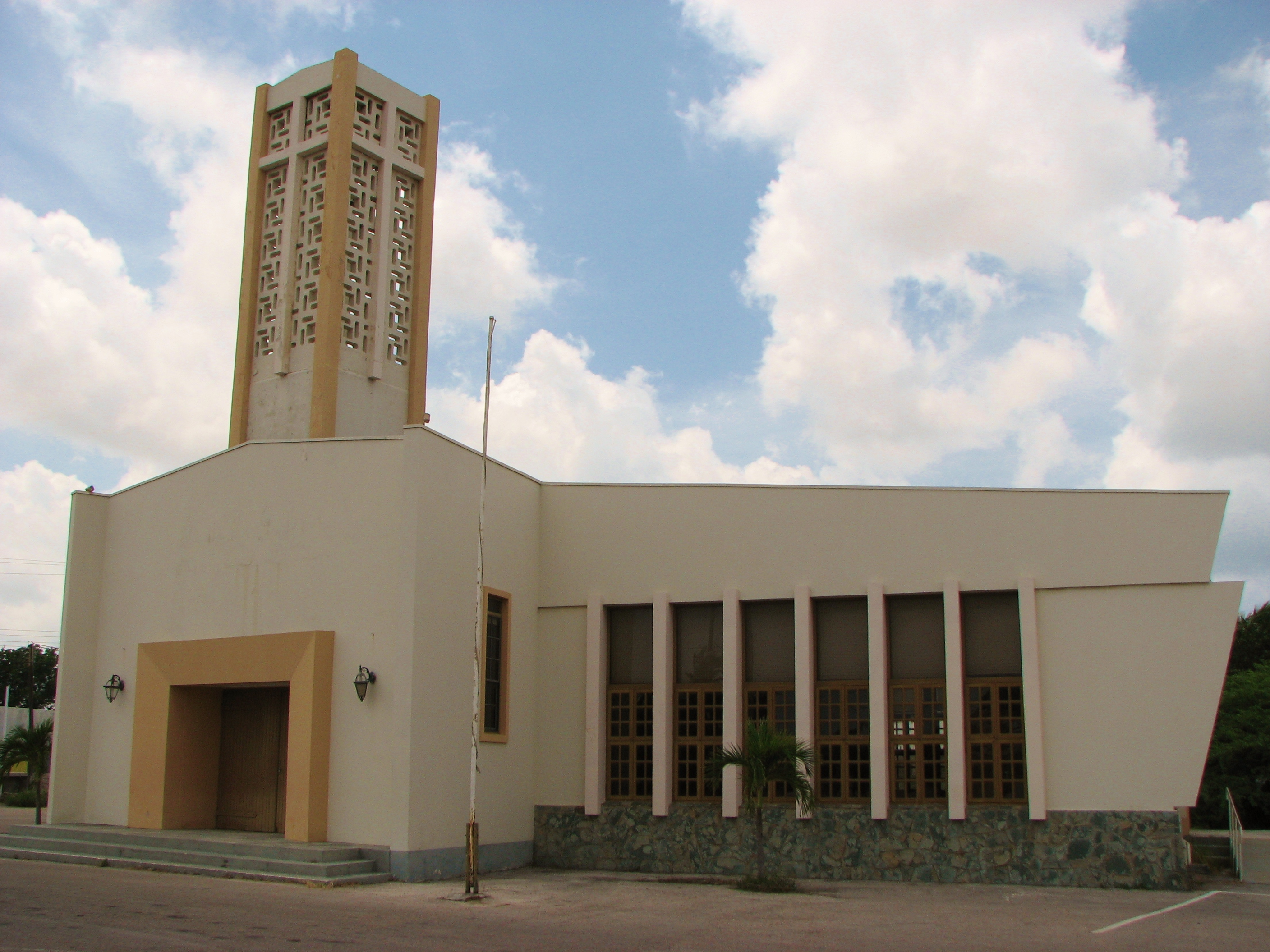
Kirche Monte Calvario Tanki Leendert

Tanki Leendert ist eine Siedlung nordöstlich der Stadt Oranjestad-West an der Hauptstraße Shriibana 4 auf der Insel Aruba.
Die Einwohnerzahl von Tanki Leendert wird demografisch zusammen mit der Region Noord erfasst. Die Siedlung umfasst eine Fläche von rund 89 Hektar. Neben dem Wohngebiet, der katholischen Kirche Monte Calvario und der Grundschule befindet sich auch ein kleines Industriegebiet im westlichen Teil und eine Tankstelle an der Hauptstraße. Am Acropolis Plaza befindet sich ein Einkaufszentrum sowie Büros und die Arubus-Haltestelle.

## Demografie
Für Zwecke der Volkszählung ist Aruba in 8 Regionen unterteilt, die jedoch keine Verwaltungsfunktionen haben.
| Region               | Fläche (km²) | Einwohner 1991 | Einwohner 2000 | Einwohner 2010 |
| -------------------- | ------------ | -------------- | -------------- | -------------- |
| Noord/Tanki Leendert | 34,62        | 10.056         | 16.944         | 21.495         |